# Reformierte Kirche Sur En (Ardez)

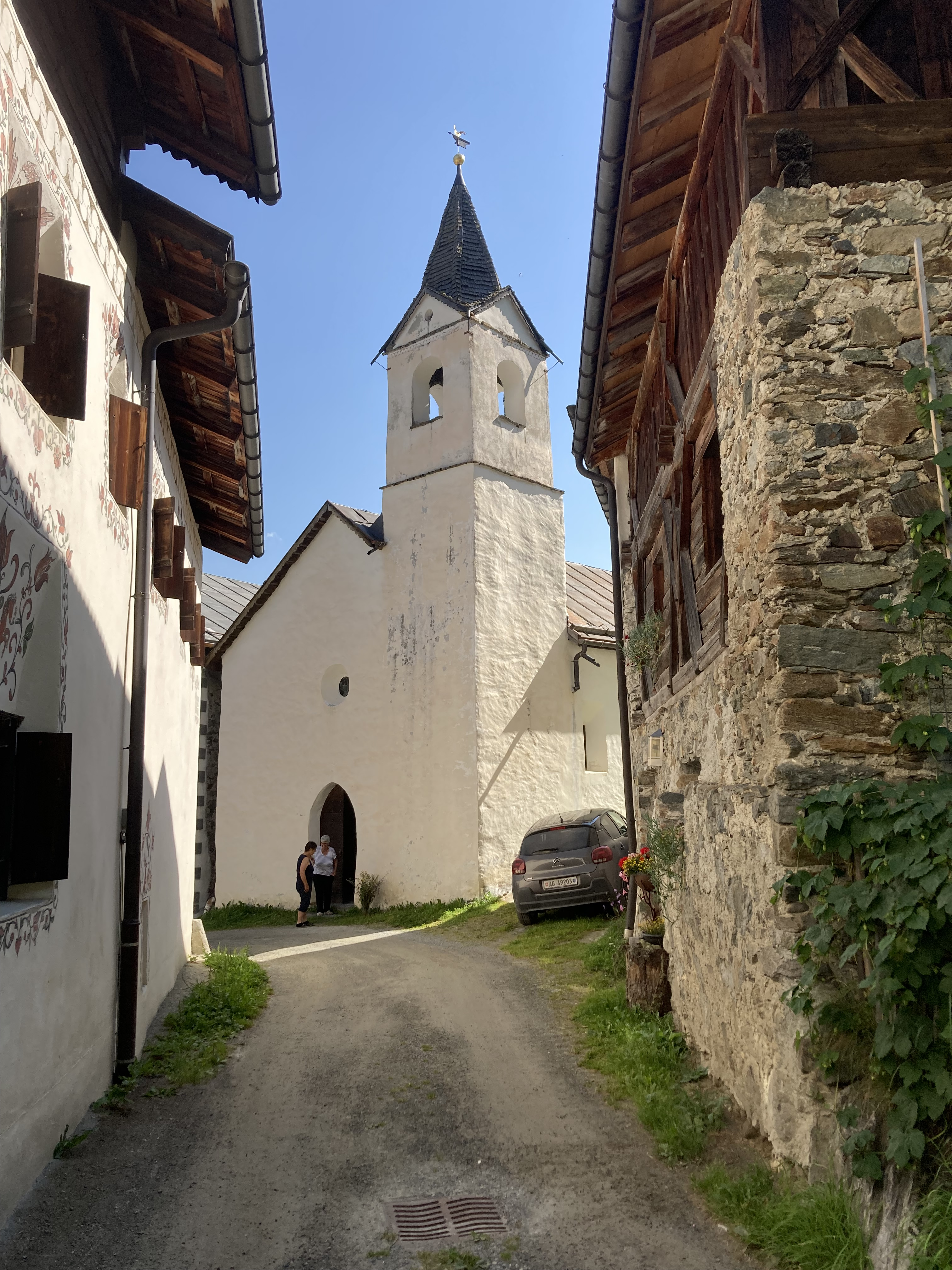
Ansicht von Westen mit Turm und Eingang

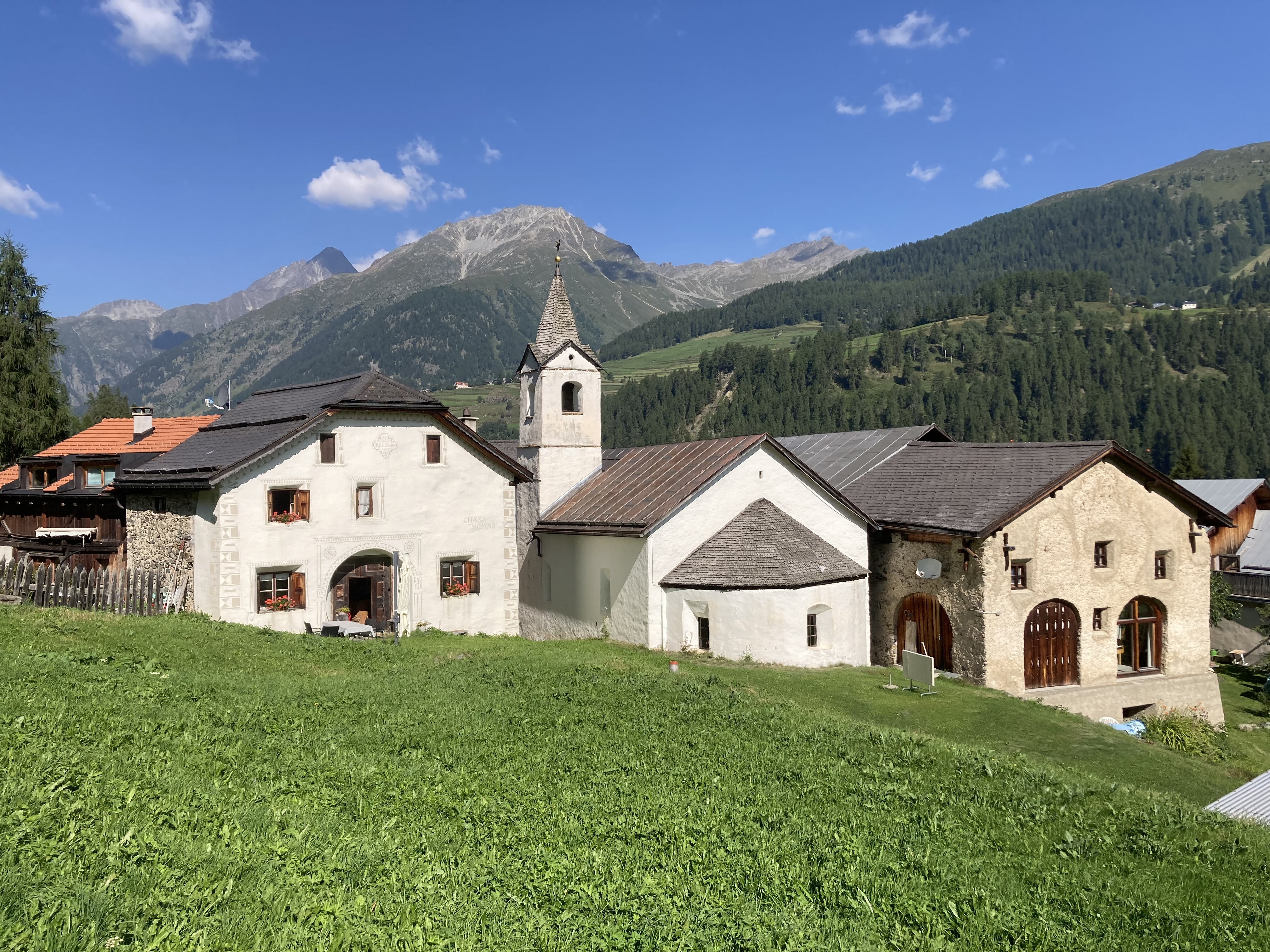
Ansicht von Osten mit der halbrunden Apsis

Die reformierte Kirche in Sur En bei Ardez im Unterengadin ist ein durch den Kanton Graubünden denkmalgeschütztes evangelisch-reformiertes Gotteshaus. 

## Geschichte und Ausstattung
Die Kirche wurde 1220 errichtet; ihr Patrozinium ist unbekannt. Der kapellenartige Sakralbau weist eine halbrunde gewölbte Apsis auf und enthält archaische Kirchenbänke von mittelalterlicher Substanz. Die Bänke ohne Lehne auf der linken Seite waren für die Frauen bestimmt. 
1538 nahm Sur En zusammen mit Ardez die Reformation an, so dass das Gebäude zur Predigtkirche wurde. 1684 nach Ende der Bündner Wirren und ihren Zerstörungen in der Talschaft wurde die Kirche vergrössert und 1694 mit dem heutigen Kirchturm mit offener Glockenstube versehen. Die zylinderförmige  Kanzel aus dem Jahr 1756 steht rechts vor der Apsis; der Zugang erfolgt über eine Steintreppe. Die Kirchentüre stammt aus dem Jahr 1945. Die Glasmalerei des Rundfensters darüber zeigt eine Friedenstaube.

## Kirchliche Organisation
In der Evangelisch-reformierten Landeskirche Graubünden gehört Sur En zur Kirchgemeinde Ardez/Ftan/Guarda.

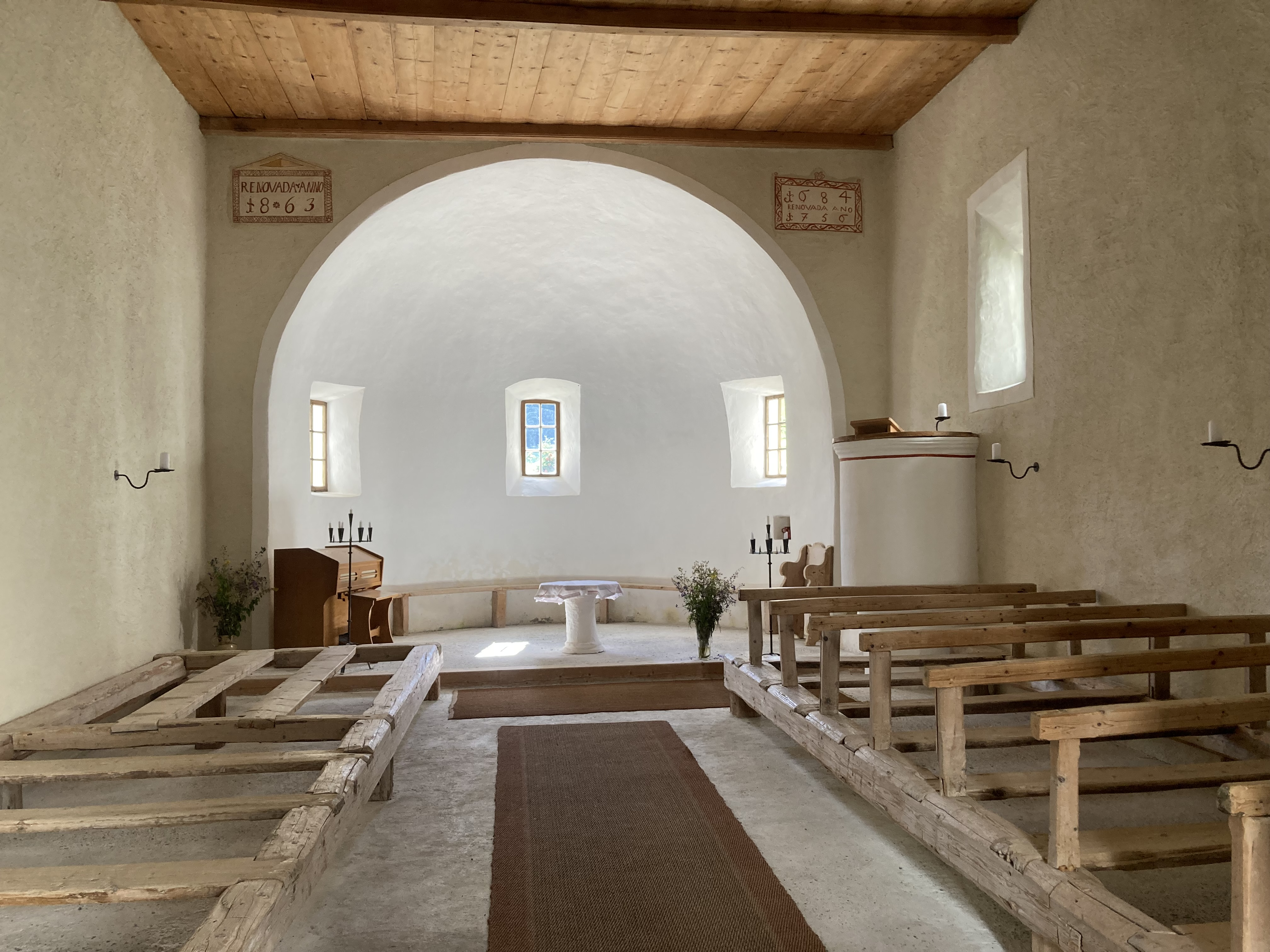
Innen vom Eingang her gesehen
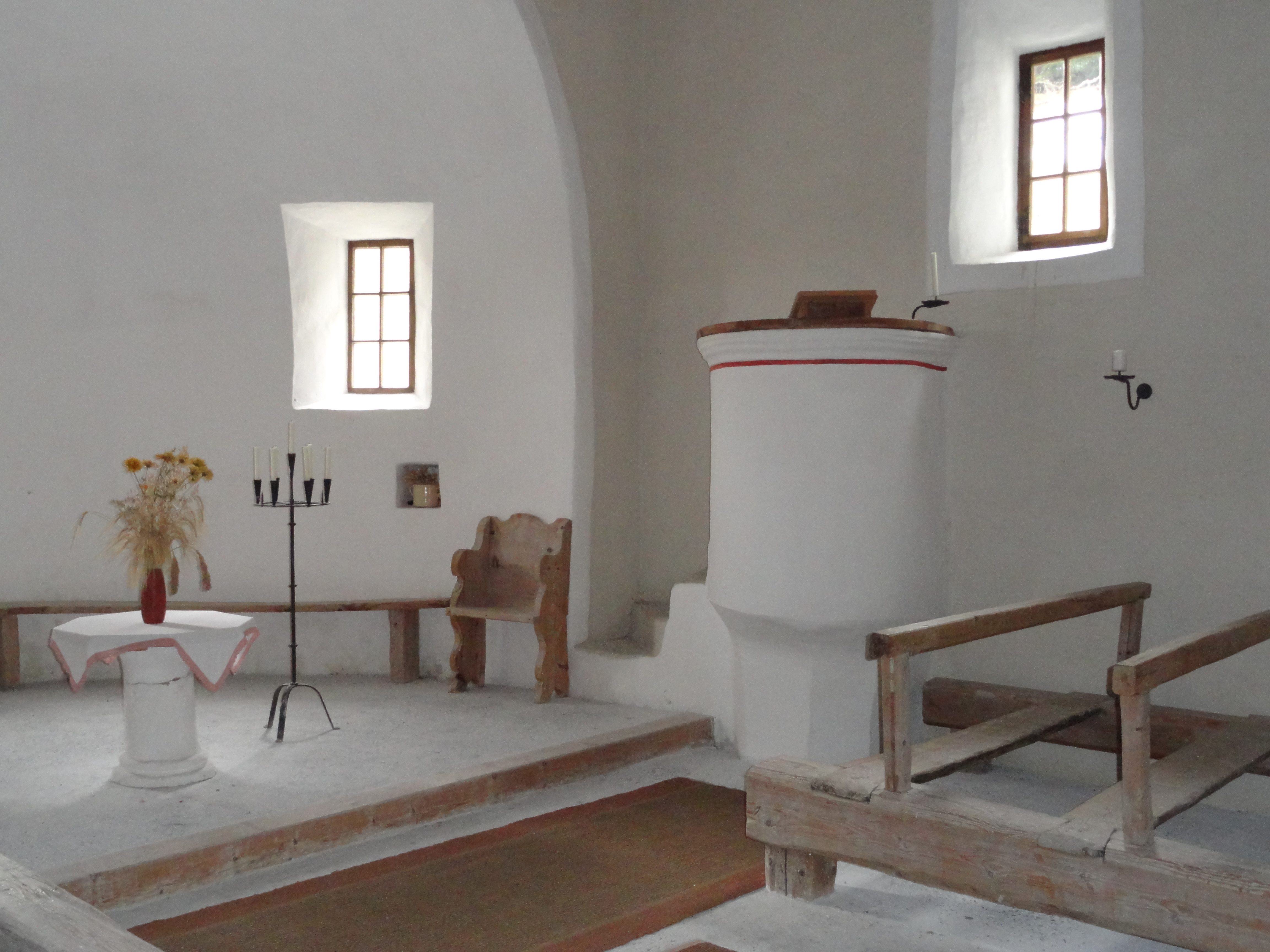
Tauf- und Abendmahlstisch
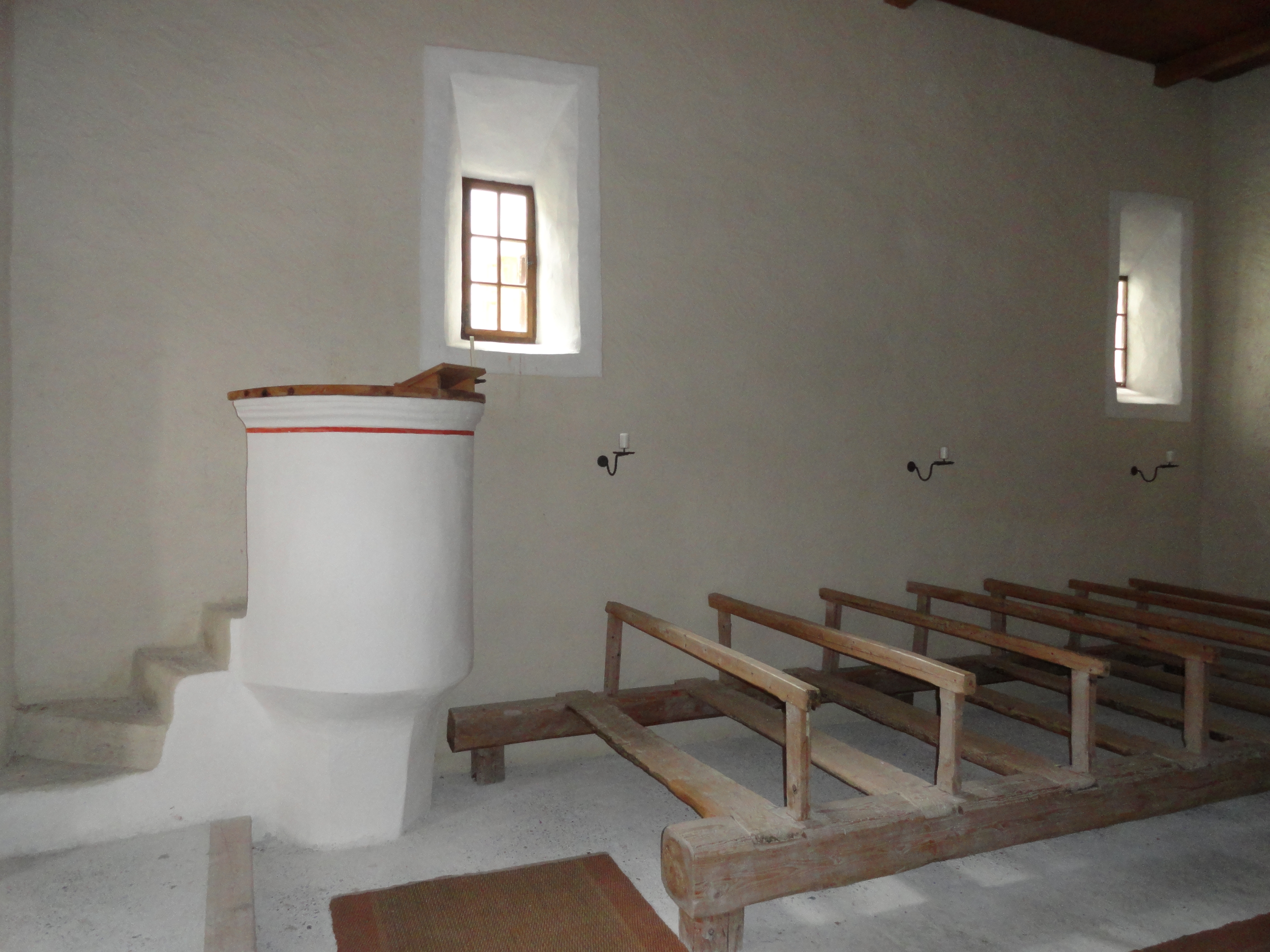
Kanzel und Männerbänke
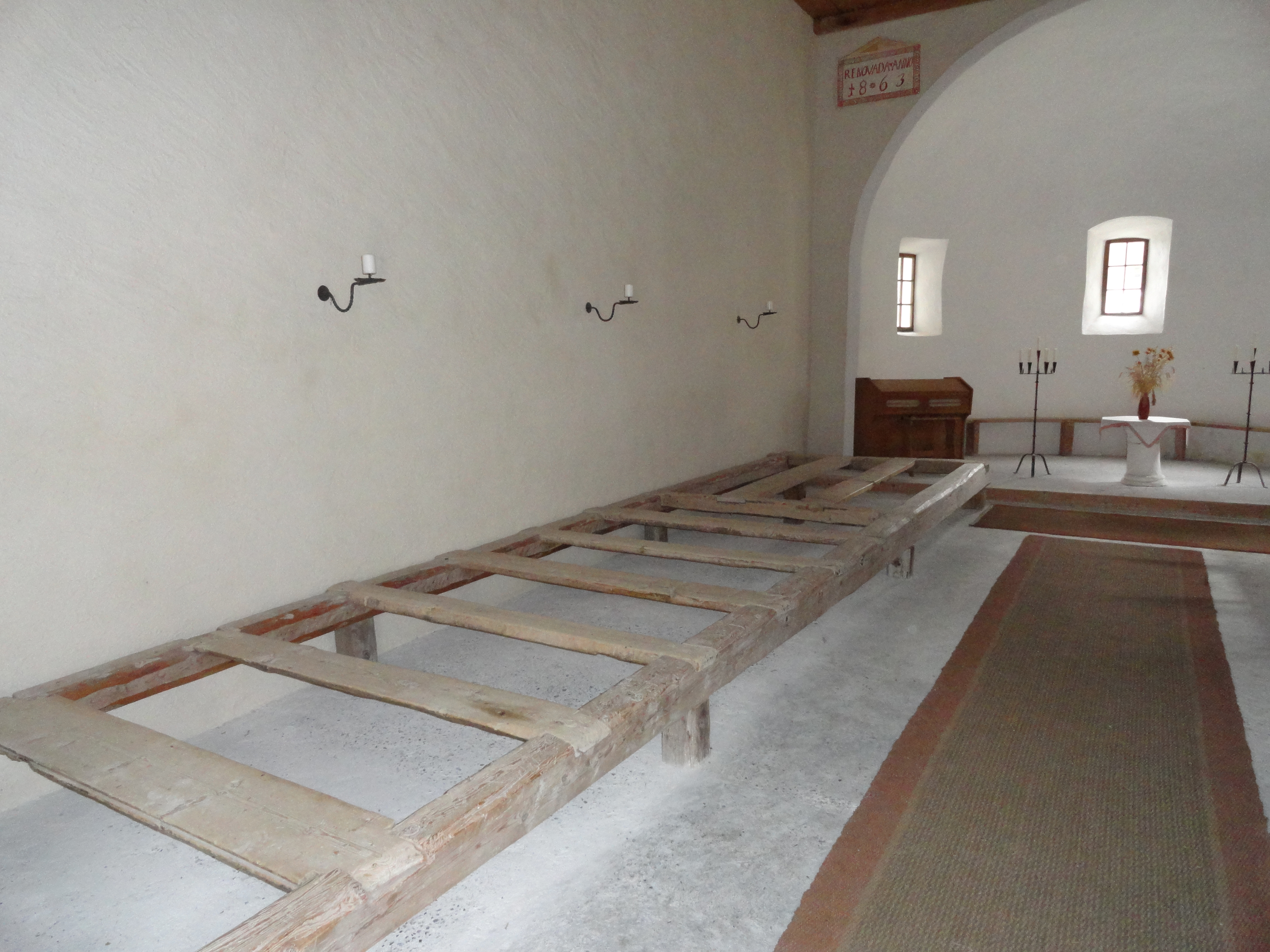
Frauenbänke
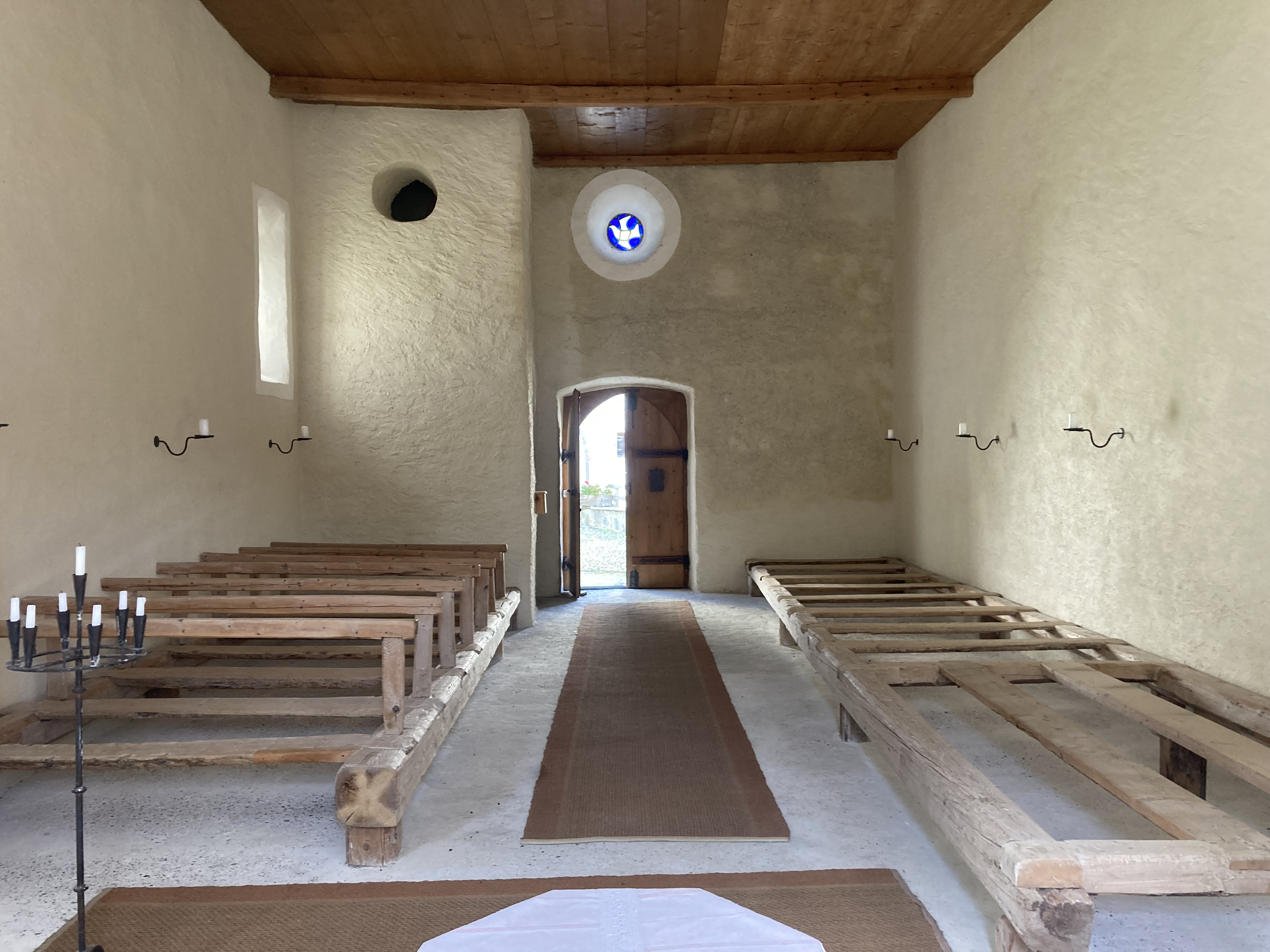
Blick zum Eingang
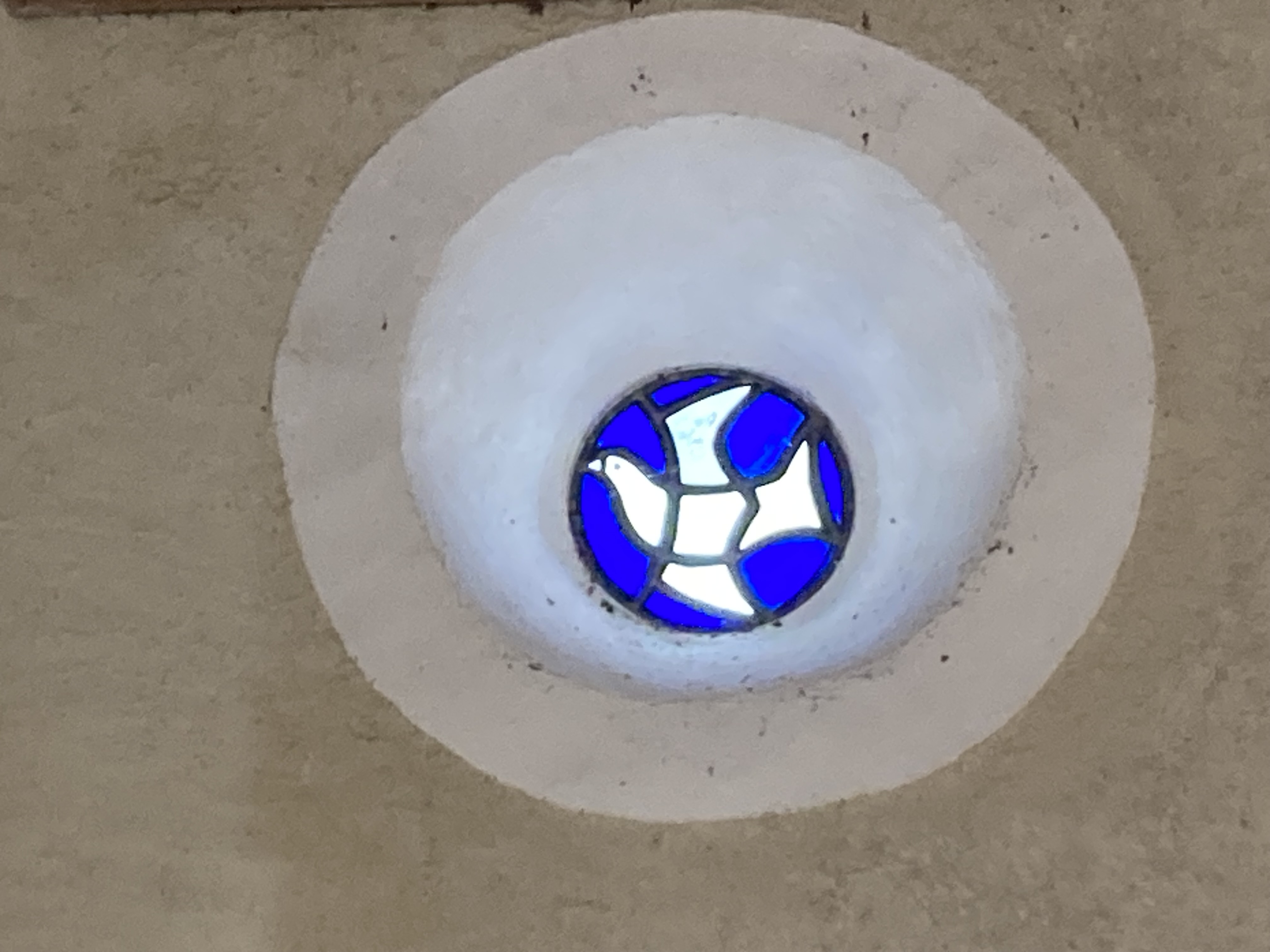
Friedenstaube über dem Eingang